# Chicoreus florifer
Chicoreus (Triplex) florifer, tên tiếng Anh: flowery lace murex, là một loài ốc biển, là động vật thân mềm chân bụng sống ở biển thuộc họ Muricidae, họ ốc gai.

## Phân loài và formae
- Chicoreus (Triplex) florifer arenarius (f) Clench, W.J. & I. Pérez Farfante, 1945 [2]
- Chicoreus (Triplex) florifer dilectus (f) (Adams, A., 1855) 	 [3]: the Florida lace murex (đồng nghĩas: Chicoreus (Triplex) florifer rachelcarsonae (f) Petuch, E.J., 1987; Chicoreus rachelcarsonae Petuch, E.J., 1987)
- Chicoreus (Triplex) florifer emilyae (f) Petuch, E.J., 1987 [4]

## Miêu tả
Kích thước vỏ ốc trong khoảng 35 mm và 93 mm

## Phân bố
Loài này phân bố ở Vịnh Mexico, Biển Caribe và dọc theo North Carolina, Florida và Bahamas.